# Guido Pongratz
Guido Pongratz (Slovenska Bistrica, 4. siječnja 1822. – Zagreb, 31. prosinca 1889.), bio je slovensko-hrvatski građevinski poduzetnik, veletrgovac, industrijalac i bankar.

## Životopis
Nakon završetka trgovačke škole, Pongratz je radio u trgovinama u Grazu, okušao se u građevini, a veću poslovnu priliku dobio je tijekom gradnje odsjeka Južne željeznice između Celja i Ljubljane. Osnovao je poduzeće i počeo nabavljati šljunak, telegrafske stupove i željezničke pragove, a u zakup je uzeo poštanske kočije iz Celja u Trst. Preselio se u Ljubljanu, gdje se 1849. godine vjenčao sa Jeanette, kćeri ljubljanskoga trgovca Josipa Martinčiča, s kojom je dobio sinove Gustava i Maksa te kćeri Mathildu i Mariju koja je umrla s tri godine.
U Zagreb su se preselili 1851. godine, kada je njegovo poduzeće preuzelo regulaciju Save od Zaprešića do Zagreba, koju je do 1856. godine uspješno okončao. U Zagrebu je na sebe odmah navukao prezir aristokratskih krugova, no Pongratz ubrzo je postao član Gradskog vijeća te počasni građanin Karlovca i Siska.
U veljači 1857. godine, s braćom Oskarom i Friedrichom, u Zagrebu je osnovao trgovačko poduzeće G. Pongratz koje je preuzelo zastupstvo Društva za kemijsku i metalurgijsku produkciju Karlove vari. Njegovo građevinsko poduzeće završilo je s regulacijom Drave kod Varaždina te je izgradilo zatvor u Lepoglavi, četiri kilometra dug željeznički nasip preko ljubljanske močvare, Crkvu sv. Petra i Opću bolnicu u Zagrebu, most preko Kupe kod Siska i željeznicu Pragersko – Čakovec. Zatim se potpuno posvetio gradnji željezničkih pruga. Njegovo poduzeće izgradilo je željezničke pruge: Gradec – Köflach, Gradec – Fehring, Lieboch – Wies, Zidani Most – Zagreb – Sisak s kolodvorima u Zagrebu i Sisku, dio koroške željeznice Maribor – Dravograd, Zagreb – Karlovac, Karlovac – Ogulin – Rijeka, Zagreb – Žakanj i Ljubljana – Trbiž.
Nakon izbijanja drugog talijanskog rata za neovisnost 1859. godine, Pongratz je s poduzetnikom Emanuelom Pristerom preuzeo opskrbu austrijske vojske i mnogo zaradio. Tijekom austro-ugarske okupacije Bosne 1878. godine, ponovno je opskrbljivao vojsku.
U Rijeci je 1863. godine dobio posao gradnje lučkih objekata, koji je trajao do 1870. godine. U Trstu je njegova tvrtka izgradila lazaret, pristaništa, lučka skladišta i provela je dva produbljivanja luke. S bratom Oskarom izgradio je vodovod u Grazu i sudjelovao na melioracijskim i regulacijskim radovima na ušću Neretve. Pongratzovo poduzeće produbljivalo je i luku u Splitu te čistilo i isušivalo lagune oko Akvileje u sjevernoj Italiji.
U Karlovcu je kupio mlin i pretvorio ga u moderan parni mlin, osnovao je i vodio Zagrebačku plinaru, osnovao je Tvornicu kože, utemeljio Hrvatsku eskomptnu banku, na dražbi je kupio parketarnicu u Ilici, te je preuredio i pretvorio u Tvornicu parketa i paropila koju je poklonio sinu Gustavu, kupio je rudnik ugljena Vrdnik kod Fruške gore, obnovio ga, proširio i izgradio 16 kilometara dugu željezničku prugu.
Pongratz je tijekom godina kupovao velike posjede, dvorce i brojne kuće za odmor u Hrvatskoj.
U Zagrebu je, na temeljima nekadašnjih gradskih kula i bedema, 1862. godine godine sagradio palaču u Visokoj 22 i izuzetno je raskošno uredio. Nakon toga, kulminirala je otvorena mržnja zagrebačkih aristokratskih krugova prema obitelji Pongratz. Pongratz je posjedovao je i kuće u Pivarskoj 11 i u Mesničkoj 23 – koja je na kraju imanja palače Pongratz u Visokoj 22, zatim posjede na Pantovčaku, Tuškancu, Ciglani i u Jurjevskoj ulici u Zagrebu, vlastelinstva Jakovlje, Mikulić, Črnomerec i Rugvica, posjede u Trstu, Vilu Benzoni u Rijeci te vile Mathilda i Zora na Bledu.
Obitelj Pongratz, uz Vranyczanyjeve i Pristerove, ubrajala se u najbogatije zagrebačke obitelji u drugoj polovici 19. stoljeća. Demonstrirali su potrošačku kulturu koja oponaša obilježja raskošnog plemićkog načina života gradnjom reprezentativnih gradskih palača i ladanjskih objekata, kupnjom bivših feudalnih posjeda i dvoraca (Dornava, Maruševec), održavanjem raskošnih zabava, angažiranjem prestižnih umjetnika za portretiranje članova obitelji i za idejne projekte zgrada.
Kolika je bila ekonomska moć Pongratza, najbolje pokazuje to što je Pongratz bio jamac za kredit koji je Grad Zagreb morao podignuti za obnovu nakon velikog potresa 1880. godine, a nedugo nakon toga Gradu je darovao zemljište za gradnju Obrtne škole, današnje Škole primijenjene umjetnosti i Muzeja za umjetnost i obrt. U takvoj atmosferi i prilikama 59-godišnji Guido Pongratz kupio je jednokatnicu obitelji Mihanović, dao je srušiti i naručio projekt raskošne najamne palače od najuglednijeg arhitekta. Nakon dvije godine gradnje, palača je završena 1884. godine.